# 許添明
許添明（1961年—），國立臺灣師範大學教育學系與教育政策與行政研究所合聘教授，研究專長為教育財政、弱勢者教育政策、教育革新、教育行政。曾任國家教育研究院院長。
許教授為美國哥倫比亞大學（Teachers College, Columbia University）教育學博士、猶他大學（University of Utah）教育行政系碩士、中華民國國立臺灣大學中國文學系學士。歷任國家教育研究院院長、國立臺灣師範大學（臺師大）教育學院院長、臺師大教育研究與評鑑中心主任、臺師大教育學系系主任、臺師大教育政策與行政研究所所長、臺師大課程與教學研究所所長、國立花蓮教育大學（花教大）國民教育研究所所長、花教大多元文化教育研究所所長、國立花蓮師範學院（花教大前身）國民教育研究所所長。